# Kwadenoord 2
De watermolen Kwadenoord 2  is medio 1713 gebouwd als papiermolen aan de Oliemolenbeek op landgoed Quadenoord. De molen stond aan de Hartenseweg ter hoogte van de beek. De molen fungeerde in eerste instantie als papiermolen, maar werd in 1810 omgebouwd tot oliemolen. Hierdoor kreeg de molen de bijnaam "Hartense oliemolen" en werd de beek waar de molen aan stond Oliemolenbeek genoemd. In 1882 werd de molen met een stoommachine omgebouwd tot korenmolen, maar in 1898 ging het bedrijf failliet, waarna de molen werd afgebroken.